# José Gómez Abad
Pour les articles homonymes, voir Abad.
José Gómez Abad, né le 29 janvier 1904 à Pechina et mort le 13 mars 1993 à Almería, est un peintre espagnol. Autodidacte, il se distingue par son exploration des natures mortes et son attachement à l'environnement rural. Connu pour son implication dans le Mouvement Indaliano, Gómez Abad a laissé une marque sur la scène artistique espagnole. 

## Biographie

### Enfance et jeunesse
José Gómez Abad naît le 13 mars 1993 à Pechina, il est le deuxième des quatre enfants de Jacinto Gómez García, un petit propriétaire terrien qui cultive des oranges avant de travailler dans la banque après la guerre, et de Francisca Abad Verdegay. Ses frères et sœurs sont Constantino, Julio et María Virginia. Il grandit dans un foyer cultivé, où la lecture occupe une place importante. Dès son plus jeune âge, il montre un intérêt marqué pour le dessin, un passe-temps que ses parents encouragent.
À onze ans, il s’inscrit dans une académie d’art située dans le quartier historique d'Almería, ainsi qu’à l'École d’Art d’Almería, où il enseigne par la suite. Bien qu’il reste en grande partie autodidacte, cette formation pose les bases de sa carrière artistique.

### Développement artistique
En 1941, il se déplace à Barcelone avec six tableaux qu'il expose dans la Galerie Layetana et dont la vente lui permet de se consacrer intégralement à la peinture. Les expositions se succèdent à Almería sur les thèmes des natures mortes, des fleurs et des paysages. Dans les années 1940, il bénéficie déjà d'un certain soutien à Barcelone, ce qui lui permet d'exposer fréquemment dans des lieux tels que la Sala Augusta ou la galerie Layetana et d'organiser de nombreuses expositions dans d'autres villes espagnoles, lui permettant ainsi de remporter un prix au Salon national du dessin de Grenade en 1944. 

### Engagement Indaliano
En 1946, il rejoint le Mouvement Indaliano invité par Jesús de Perceval, et en 1947 le premier Congrès Indaliano se tient à Pechina, sa ville natale, où est fondée l'Academia Indaliana Artes y Bellas Letras de Almería. Il participe également à la première exposition Indaliana du Musée d'Art Moderne qui s'est tenue à Madrid en 1947. 

### Reconnaissance et Prix
Au cours des années 1950, 1960 et 1970, il expose alternativement à Barcelone, Almeria et parfois à Bilbao, Saragosse, Vitoria, Grenade, etc. et les expositions de ses œuvres à la galerie Harvy ou au Casino d'Almería sont un succès et il jouit d'une grande reconnaissance populaire,.
En 1990, le conseil municipal de Pechina l'a nommé hijo predilecto. En 1991, il reçoit le quatrième prix Jesús de Perceval d'arts plastiques et d'architecture, organisé par la Casa de Almería de Barcelone. 
Certaines de ses œuvres sont exposées au Musée d'Art d'Almería, et la Calle Gomez Abad dans la localité de Cañada à Almeria est nommé en son nom.

## Style
José Gómez Abad, artiste autodidacte, s'est spécialisé dans les natures mortes, lui valant le surnom de « peintre du raisin ». Tout au long de sa vie, il manifeste un profond attachement pour l'environnement rural, illustrant des tableaux de scènes des fermes d'Andarax, du quartier de La Chanca, du paysage de Níjar, et du désert de Tabernas. À titre de curiosité, il crée deux costumes de tauromachie et une Vierge de la Mar pour l'homme d'affaires José Artés de Arcos .